# 粤海关雷州口部税馆旧址
粤海关雷州口部税馆旧址，位于中国广东省湛江市雷州市雷城镇关部街，为湛江市雷州市的一个市级文物保护单位，类型为古建筑，公布时间为1994年9月13日。
粤海关雷州口部税馆旧址的历史年代为清代。